# 1,3-beta-oligoglucano fosforilasi
La 1,3-beta-oligoglucano fosforilasi è un enzima appartenente alla classe delle transferasi, che catalizza la seguente reazione:
(1,3-β-D-glucosil)n + fosfato ⇄ (1,3-β-D-glucosile)n-1 + α-D-glucosio-1-fosfato
L'enzima non agisce sulla laminarina. È diverso in specificità dalla laminaribiosio fosforilasi (numero EC 2.4.1.31) e dalla  1,3-beta-D-glucano fosforilasi (numero EC 2.4.1.97).